# Simon Reynolds
Simon Reynolds (nacido en 1963 en Londres, Inglaterra; criado en Hertfordshire) es un crítico de música inglés. Es conocido por escribir sobre música electrónica y por acuñar el término "post-rock". Reynolds ha escrito sobre una gran cantidad de artistas y géneros musicales, y ha escrito libros sobre post-punk y rock. Comenzó a hacerse conocido cuando empezó a escribir para Melody Maker, pero también ha contribuido para medios como The New York Times, Village Voice, Spin, The Guardian, Rolling Stone, The Observer, Artforum, New Statesman, The Wire, Mojo y Uncut, entre otras.
Reynolds es reconocido por incorporar elementos de teoría crítica en sus análisis de la música, y dice haber sido influenciado por el pensamiento marxista, además de la Internacional Situacionista y filósofos como Gilles Deleuze y Félix Guattari. En sus escritos ha tratado temas como la cultura de las drogas, el género, las clases sociales, raza y sexualidad y su relación con la música. Entre sus contribuciones recientes se encuentra el texto para el catálogo de la exposición Pop Politics: Activismos a 33 Revoluciones (Centro de Arte 2 de Mayo, Madrid, 2012-2013), comisariada por Iván López Munuera. Uno de sus libros más influyentes en la crítica musical contemporánea es Retromanía: la adicción del pop a su propio pasado (2010), en el que analiza las diferentes formas en que la música pop recupera su pasado, como el coleccionismo, el revival, las giras de reunión y la curaduría. Actualmente vive en Nueva York, Estados Unidos, junto a su esposa, Joy Press (quien también es su colega, con quien escribió uno de sus libros) y sus hijos Kieran y Tasmine.

## Libros
- Blissed Out: The Raptures of Rock. Serpent's Tail, agosto de 1990, ISBN 1-85242-199-1
- The Sex Revolts: Gender, Rebellion and Rock 'N' Roll . Coescrito con Joy Press. Enero de 1995, ISBN 1-85242-254-8
- Energy Flash: A Journey Through Rave Music and Dance Culture (título de Reino Unido, Pan Macmillan, 1998, ISBN 0-330-35056-0), también publicado en versión reducida como Generation Ecstasy: Into the World of Techno and Rave Culture (título norteamericano, Routledge, 1999, ISBN 0-415-92373-5)
- Rip It Up and Start Again: Post Punk 1978-1984, Faber and Faber Ltd, abril de 2005 (ISBN 0-571-21569-6, ISBN 0-14-303672-6)
- Bring The Noise: 20 Years of writing about Hip Rock and Hip-Hop. Faber and Faber Ltd, mayo de 2007, ISBN 978-0-571-23207-9
- Retromanía: La Adicción Del Pop A Su Propio Pasado.  Caja Negra, mayo de 2012, ISBN 978-9-871-62213-9
- Como un golpe de rayo: El glam y su legado, de los setenta al siglo XXI. Caja Negra, abril de 2017, ISBN 978-987-1622-54-2
- Futuromanía / Sueños eléctricos, máquinas deseantes y la música del mañana ... hoy. Caja Negra, 2024, ISBN 978-987-8272-29-0